# Euophrys alticola
Euophrys alticola là một loài nhện trong họ Salticidae.
Loài này thuộc chi Euophrys. Euophrys alticola được J. Denis miêu tả năm 1955.